# Carlos de Borja y Centellas
Carlos de Borja y Centellas (ur. wiosną 1663 w Gandii, zm. 8 sierpnia 1733 w San Ildefonso) – hiszpański kardynał.

## Życiorys
Data jego urodzin jest sporna – podaje się 23, 26 marca albo 30 kwietnia 1663 roku. Jego rodzicami byli Francisco Carlos de Borja y Centellas i María Ponce de León, a bratem – Francisco Antonio de Borja-Centelles y Ponce de León. Podstawowe wykształcenie odebrał w domu, a potem studiował na Uniwersytecie Alcalá de Henares, gdzie uzyskał doktorat utroque iure. Był kanonikiem kapituły katedralnej w Toledo i archidiakonem w Madrycie, a także służył na dworze królewskim Filipa V Habsburga. 20 lipca 1705 roku został wybrany tytularnym arcybiskupem Trabzonu, a 30 listopada przyjął sakrę. 3 października 1708 roku został mianowany patriarchą Indii Zachodnich. Zachowując wszystkie beneficja kościelne został prokapelanem na dworze Filipa V i królewskim jałmużnikiem większym. W 1720 roku ochrzcił Filipa I. Na prośbę króla, 30 września 1720 roku został kreowany kardynałem prezbiterem i otrzymał kościół tytularny Santa Pudenziana. Udzielał ślubu Ludwikowi I i Izabeli Orleańskiej oraz Mariannie Burbon i Józefowi I. Zmarł 8 sierpnia 1733 w San Ildefonso.